# 2004年夏季残疾人奥林匹克运动会加拿大代表团
2004年夏季残疾人奥林匹克运动会加拿大代表团是加拿大派出的2004年夏季残疾人奥林匹克运动会代表团。获得28枚金牌、19枚银牌和25枚铜牌。